# Scopula septentrionis
Scopula septentrionis är en fjärilsart som beskrevs av Claude Herbulot 1972. Scopula septentrionis ingår i släktet Scopula och familjen mätare. Inga underarter finns listade.